# Treizaine

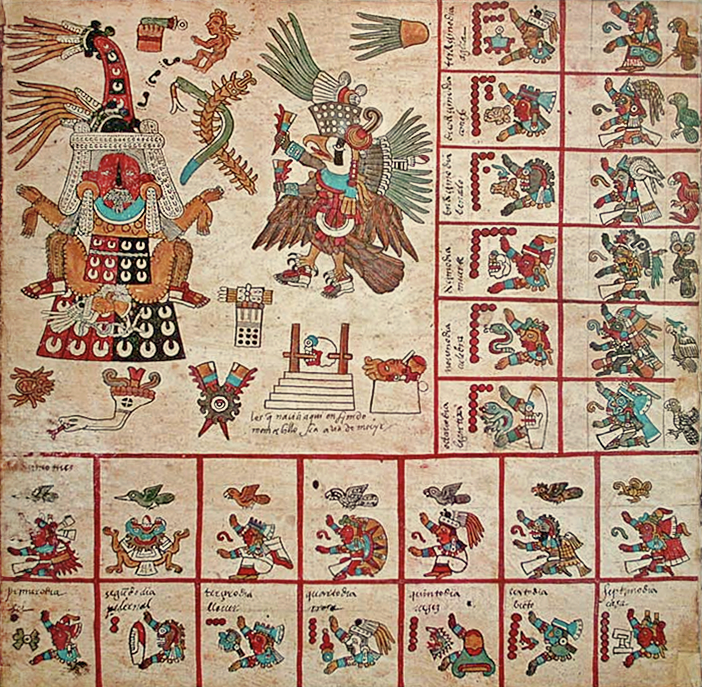
Représentation de la treizième treizaine, avec les signes de ses treize jours dans la ligne horizontale du bas et la colonne verticale de gauche (page 13 du Codex Borbonicus).

Une treizaine (de l'espagnol « trecena ») est un groupe de 13 jours du calendrier aztèque rituel appelé « tonalpohualli » en nahuatl. Il y en avait vingt par cycle du calendrier, qui comptait donc au total 260 jours.
Le mot nahuatl pour désigner une treizaine ne nous est pas connu ; quelques publications en français et de nombreuses publications dans d'autres langues utilisent le mot espagnol « trecena ».

## Déroulement et fonctionnement des treizaines
Pour comprendre le déroulement et le fonctionnement des treizaines, il ne faut pas perdre de vue le fonctionnement du calendrier rituel de 260 jours, le tonalpohualli. Il est composé de vingt noms de jours qui se succèdent indéfiniment. Chaque nom de jour est affecté d'un chiffre de 1 à 13. Comme il n'existe que treize chiffres, le quatorzième jour est à nouveau affecté du chiffre 1. Il en résulte que l'année rituelle peut se décomposer en vingt treizaines commençant chacune par le chiffre 1 suivi d'un nom de jour différent. Au bout de 260 jours le cycle est bouclé. Chaque treizaine constituait une unité portant le nom du premier jour, par exemple 1-Acatl, 1-Ollin, etc. Chacune de ces unités était considérée comme faste, néfaste ou simplement neutre dans son ensemble selon la signification du premier jour. 1-Cipactli était par exemple un signe faste, tandis que 1-Atl était considéré comme un signe néfaste. 1-Miquiztli était un signe neutre. Chacune des vingt treizaines du calendrier était présidée par une divinité (parfois deux). L'influence de la divinité présidant au premier jour de la treizaine s'étendait à l'ensemble de cette période. 
| \| Treizaine \| Dieu \| \| ---------------------- \| --------------- \| \| 1 Cipactli (Crocodile) \| Tonacatecuhtli \| \| 1 Océlotl (Jaguar) \| Quetzalcóatl \| \| 1 Mázatl (Cerf) \| Tepeyollotl \| \| 1 Xóchitl (Fleur) \| Huehuecoyotl \| \| 1 Acatl (Roseau) \| Chalchiuhtlicue \| \| 1 Miquiztli (Mort) \| Tonatiuh \| \| 1 Quiáhuitl (Pluie) \| Tlaloc \| \| 1 Malinalli (Herbe) \| Mayahuel \| \| 1 Coatl (Serpent) \| Xiuhtecuhtli \| \| 1 Técpatl (Silex) \| Mictlantecuhtli \| | \| Treizaine \| Dieu \| \| ------------------------- \| --------------- \| \| 1 Ozomatli (Singe) \| Patecatl \| \| 1 Cuetzpallin (Lézard) \| Itztlacoliuhqui \| \| 1 Ollin (Mouvement) \| Tlazolteotl \| \| 1 Itzcuintli (Chien) \| Xipe Totec \| \| 1 Calli (Maison) \| Itzpapalotl \| \| 1 Cozcacuauhtli (Vautour) \| Xolotl \| \| 1 Atl (Eau) \| Chalchiutotolin \| \| 1 Ehécatl (Vent) \| Chantico \| \| 1 Cuauhtli (Aigle) \| Xochiquetzal \| \| 1 Tochtli (Lapin) \| Xiuhtecuhtli \| |
| Treizaine | Dieu |
| 1 Cipactli (Crocodile) | Tonacatecuhtli |
| 1 Océlotl (Jaguar) | Quetzalcóatl |
| 1 Mázatl (Cerf) | Tepeyollotl |
| 1 Xóchitl (Fleur) | Huehuecoyotl |
| 1 Acatl (Roseau) | Chalchiuhtlicue |
| 1 Miquiztli (Mort) | Tonatiuh |
| 1 Quiáhuitl (Pluie) | Tlaloc |
| 1 Malinalli (Herbe) | Mayahuel |
| 1 Coatl (Serpent) | Xiuhtecuhtli |
| 1 Técpatl (Silex) | Mictlantecuhtli |
| Treizaine | Dieu |
| 1 Ozomatli (Singe) | Patecatl |
| 1 Cuetzpallin (Lézard) | Itztlacoliuhqui |
| 1 Ollin (Mouvement) | Tlazolteotl |
| 1 Itzcuintli (Chien) | Xipe Totec |
| 1 Calli (Maison) | Itzpapalotl |
| 1 Cozcacuauhtli (Vautour) | Xolotl |
| 1 Atl (Eau) | Chalchiutotolin |
| 1 Ehécatl (Vent) | Chantico |
| 1 Cuauhtli (Aigle) | Xochiquetzal |
| 1 Tochtli (Lapin) | Xiuhtecuhtli |